# اسلام‌آباد (دوره)
اسلام‌آباد روستایی از توابع بخش چگنی شهرستان چگنی در استان لرستان ایران است.

## جمعیت
این روستا در دهستان تشکن قرار دارد و براساس سرشماری مرکز آمار ایران در سال ۱۳۸۵، جمعیت آن ۱۹۷ نفر (۳۷ خانوار) بوده‌است.